# Toni Mollà
Toni Mollà Orts (Meliana, 7 de junho do 1957) é um sociólogo, linguista, escritor, jornalista, conferencista e professor espanhol.

## Biografia
Nascido em 7 de junho de 1957 em Meliana, uma cidade da Huerta de Valencia, região que Mollà define como referência cultural em diversas de suas obras. Durante o período 1995-1997, licenciou-se em Jornalismo pela Universidade Autónoma de Barcelona. Cursou estudos universitários em Valência, onde diplomou-se em Ciências Humanas pela EUPEGB aos 22 anos, além de ser doutor em sociologia da Universidade de Valencia. No ano seguinte, começou a trabalhar como mestre na escola "La Masía" (Uma das pioneiras no ensino em catalão na Comunidade Valenciana) até 1984.
Nesta época, inicia-se suas colaborações literárias e jornalísticas em muitas publicações e meios de comunicação, colaborando com inúmeros artigos de imprensa, ensaios e artigos gerais sobre política e esportes nos jornais Levante-EMV, O Temps, O País, O Jornal de Cataluña (conhecido atualmente como "O Jornal"), A Vanguardia, entre outras publicadoras. Além disso, participou na redação de vários textos para a revista Arxius da Universidade de Valência.
Esteve vinculado na Radiotelevisión Valenciana, sendo contratado em 1989, mesmo ano cujas emissões do Canal 9 foram iniciadas. Primeiramente, desenvolveu tarefas dentro da unidade de Assessoramento Linguístico. Desde o ano de 1997 até 2004, foi chefe da Unidade de Estudos e Prospectivos. Posteriormente, trabalhou como chefe de Planejamento da Direção da Radiotelevisión Valenciana (RTVV). Também participou em eventos literários como a Feira do Livro de Valencia.

## Obra
- Pão com chocolate-1. Língua. Barcelona: Teide, 1985
- Pão com chocolate-2. Língua. Barcelona: Teide, 1985.
- Pão com chocolate-3. Língua. Barcelona: Teide, 1985.
- Jogos de vocabulário. Valência: Secretaria de Cultura, Educação e Ciência da Generalitat Valenciana, 1985.
- Vocabulário básico. Valência: Secretaria de Cultura, Educação e Ciência da Generalitat Valenciana, 1985.
- Pão com chocolate. Leituras. Barcelona: Teide, 1986.
- A serpentina. Leituras. Barcelona: Teide, 1986.
- Língua-1. Cursos de verão. Valência: Secretaria de Cultura, Educação e Ciência da Generalitat Valenciana, 1986.
- Língua-2. Cursos de verão. Valência: Secretaria de Cultura, Educação e Ciência da Generalitat Valenciana, 1986.
- Textos e contextos 1. Valenciano: língua e literatura. 1º Bacharelado. Alzira: Bromera, 2000.
- Textos e contextos 2. Valenciano: língua e literatura. 2º Bacharelado. Alzira: Bromera, 2000.

### Publicações sobre sociolinguística
- Curso de sociolinguística 1. Alzira: Bromera, 1987. Em coautoria com Carles Alavanca.
- Curso de sociolinguística 2. Alzira: Bromera, 1988.
- A língua nos meios de comunicação. 1990. ISBN 978-84-7660-050-4.
- Bases de política linguística para o País Valenciano dos anos 90. Castelló de la Plana: Fundació Gaetà Huguet, 1992.
- A Safor, em valenciano. Gandia: CEIC Alfons el Vell, 1992.
- Política e planejamento linguístico. 1997. ISBN 978-84-7660-342-0.
- Os livros e a língua. L’illa. Alzira: Ed. Bromera, 1997.
- A política linguística na sociedade da informação. 1998. ISBN 978-84-7660-435-9.
- Ideologia e conflito linguístico (org.). Alzira: Bromera, 2001.
- Línguas globais, línguas locais (org.). c. 2002.

### Ensaios
- A utopia necessária (Nacionalismo e sociedade civil). Alzira: Bromera, 1994.
- Espelho de Insolências. Alzira: Bromera, 2000.
- Três em linha. Tavernes Blanques: L’Eixam, 2004.
- Nós, os indígenas, em Nós, ex-valencianos. Barcelona: L’Esfera dos Livros, 2005.
- Escrito contra o silêncio (a propósito da faz cívica de Joan Fuster). Valência: Vincle, 2017.
- Tudo entra no peso. Valência: Vincle, 2018.

- 1993: Prêmio Rovira i Virgili por A utopia necessária.[7]
- 2000: Prêmio de Ensaio da Mancomunitat da Ribera por Espelho de Insolências.
- 2001: Prêmios Cidade de Alcira por Espill d'insolències.[8]
- 2002: Prêmio da Crítica concedido pelo Instituto Interuniversitario de Filologia Valenciana pela obra Ideologia e conflicte lingüístic.
- 2003: Prêmio A lupa d'or por Llengües globals.[9][10]
- 2009: Prêmios Literários de Valência por Més enllà de San Francisco.[11][12][13]